# Les Petits Soldats
Pour plus de détails, voir Fiche technique et Distribution.
Les Petits Soldats est un documentaire français réalisé par François Margolin et sorti en 2005.

## Synopsis
En 2003-2004, dans le Liberia qui sort de 14 années de guerre, des enfants-soldats privés de repères témoignent de ce qu'ils ont vécu.

## Fiche technique
- Titre : Les Petits Soldats
- Réalisation : François Margolin
- Scénario : François Margolin et Guillaume Vincent
- Photographie : François Margolin
- Son : Léo Hinstin
- Société de production : Les Films du Rêve
- Pays de production :  France
- Genre : documentaire
- Durée : 70 minutes[1]
- Date de sortie : France - 9 février 2005